# سایبورگ

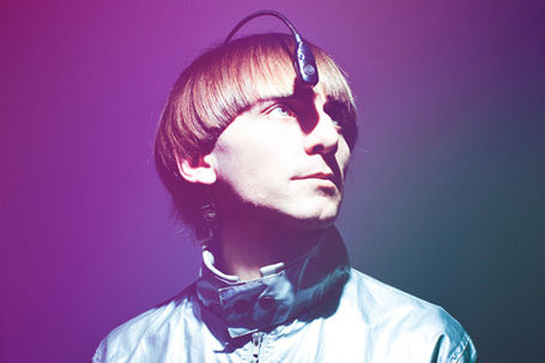
نیل هاربیسون یک فعال سایبورگ و بنیانگذار و رئیس بنیاد سایبورگ

سایبورگ (به انگلیسی: Cyborg) یا اندامگان رایانه‌ای کوتاه شدهٔ سایبرنتیک ارگانیسم، یک موجود تلفیقی از اعضای انسانی و مصنوعی است. این واژه در سال ۱۹۶۰ زمانیکه مانفرد کلاینز و ناتان اس. کِلِین آن را در یک مقاله در مورد مزایای استفاده از سیستم‌های خود تنظیم انسان و ماشین در فضای بیرونی استفاده کردند ابداع شد.
شروع خلقت سایبورگ زمانی آغاز شد که تعامل انسان و رایانه (HCI) پدید آمد.

## پیوندهای وابسته
- بنیاد سایبورگ
- سایبورگ (کمیک)
- بیانیه سایبورگ